# Jean Gaillard-Bourrageas
 (février 2025).
Si vous disposez d'ouvrages ou d'articles de référence ou si vous connaissez des sites web de qualité traitant du thème abordé ici, merci de compléter l'article en donnant les références utiles à sa vérifiabilité et en les liant à la section « Notes et références ».

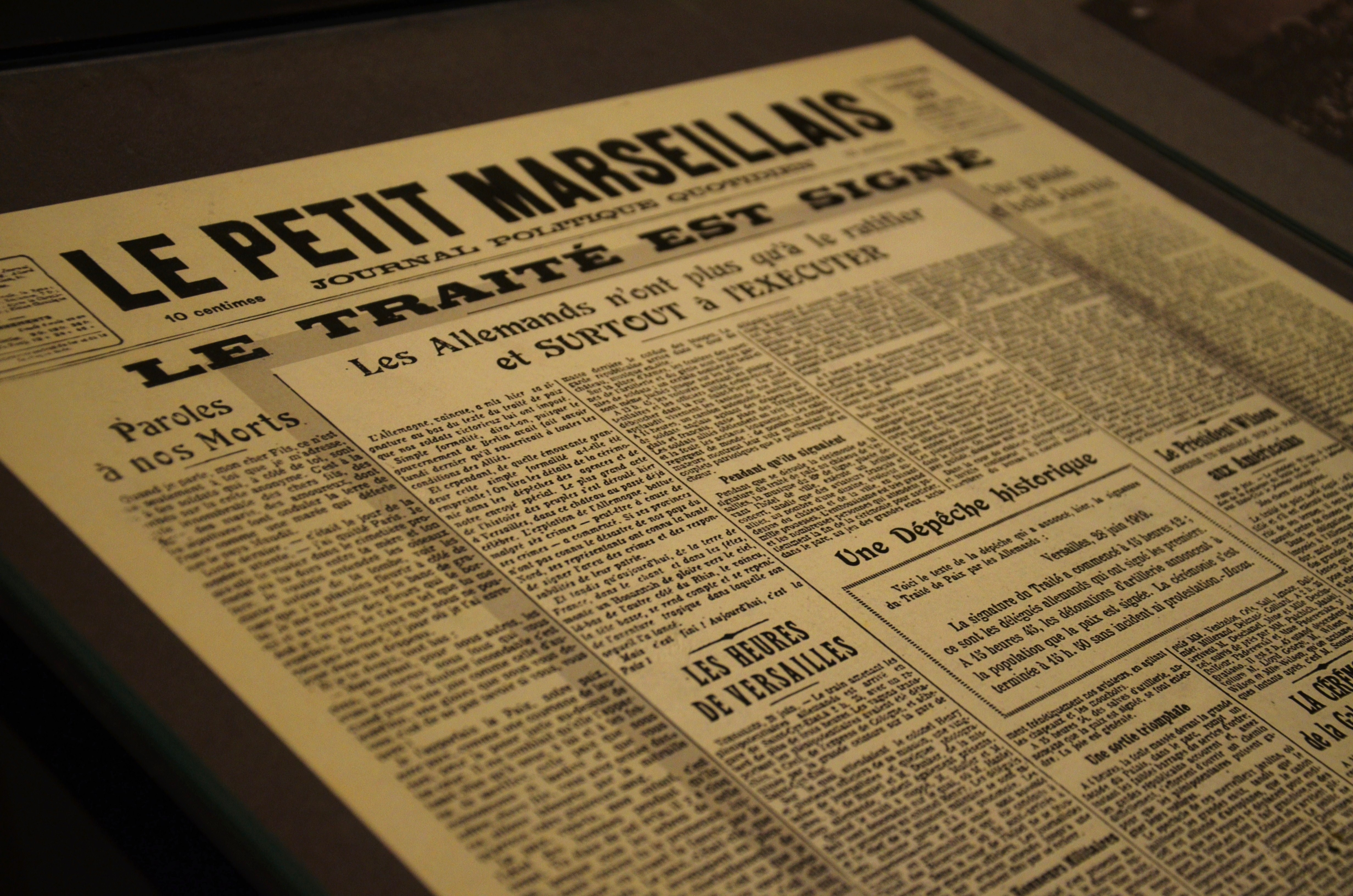
Le Petit Marseillais

Jean Gaillard-Bourrageas (Marseille, 1900 - Milan, 1992) est une dirigeant français de presse.

## Biographie
Il a dirigé Le Petit Marseillais, un journal créé à Marseille en 1868 par Toussaint Samat (1841-1916), ouvrier typographe. Ce dernier s'associa à son beau-frère Jean-Baptiste Peirron pour mener à bien cette création et recruta par petite annonce, un bailleur de fonds, Denis (et non Gustave son fils né en 1877) Bourrageas, (qui revenait alors de Zanzibar avec une confortable fortune), pour financer ce projet pour le moins audacieux.
Car Toussaint Samat désirait au départ fonder un journal populaire plutôt axé sur ce que l'on nommerait aujourd'hui « la presse à sensation ». C'est d'ailleurs grâce à l'affaire des « empoisonneuses » que Le Petit Marseillais, en 1869, se fit connaître et réalisa ses premiers tirages importants. En effet, à l'occasion du procès très attendu, aux Assises d'Aix, d'une dizaine de femmes accusées d'avoir toutes empoisonné de sang froid leurs époux, Toussaint Samat eut l'idée de faire « couvrir » l'événement par des rédacteurs se relayant sans cesse au Palais de Justice d'Aix-en-Provence, pour rapporter quotidiennement dans leurs articles, le déroulement du procès dans ses moindres détails.
Le procès ayant duré quinze jours, Le Petit Marseillais fut largement vendu grâce à son prix très bas (1 sou seulement alors que tous ses concurrents coûtaient 2 sous) et grâce aux « crieurs » qui, sous l'impulsion de Toussaint Samat, le vendaient sans relâche dans le centre de Marseille. La réputation du journal fut ainsi faite, assise sur la rapidité et la véracité des nouvelles qu'il rapportait.
C'est ainsi que dans son livre Bustes et Masques, Horace Bertin écrit, à propos de Toussaint Samat : « Il comprit très vite l'art si mal-aisé de faire un journal populaire ».
Par la suite, Le développement du journal fut gêné par la censure Impériale, et Samat, Républicain, fut même emprisonné pour raisons politiques. Mais avec la fin du Second Empire, puis l'avènement de la Troisième République, et surtout la Loi sur la liberté de la presse du 29 juillet 1881, Le Petit Marseillais prit un fulgurant essor, passant bientôt de son état de société en commandite simple à celui de commandite par actions. La plupart des bourgeois marseillais de l'époque achetèrent des actions.
Dirigé ensuite par Paul puis plus tard par Jean Gaillard-Bourrageas, le journal penche nettement pour le gouvernement de Vichy et disparaît en 1944. Jean Gaillard-Bourrageas, proche de Simon Sabiani, s'exile et est condamné à mort par contumace à la Libération.